# Schleierfahndung
Bei der Schleierfahndung werden verdeckt („verschleiert“) in Form einer allgemeinen Fahndung verdachtsunabhängige Personenkontrollen durchgeführt. Zum Teil wird auch von ereignisunabhängigen, anlassunabhängigen oder – bei der Bundespolizei – lageorientierten Personenkontrollen gesprochen. Als Entwickler gilt unter anderem der Verdeckte Ermittler Gosbert Dölger, der 1995 Polizeidirektor in Aschaffenburg wurde. Der Begriff Schleierfahndung wurde Ende des 20. Jahrhunderts von Juristen wie dem damaligen bayerischen Innenminister Günther Beckstein oder dem Publizisten Sebastian Cobler veröffentlicht.

## Geschichte
Die Schleierfahndung wurde 1995 in das Polizeiaufgabengesetz in Bayern (Art. 13 Abs. 1 Nr. 5 PAG) aufgenommen und im gleichen Jahr erstmals angewendet. Kontrollieren dürfen die Polizeien und die Bundespolizei. Die Kontrolleinheiten Verkehrswege (KEV) und Kontrolleinheiten Grenze (KEG) der Bundeszollverwaltung wenden ebenfalls die Einsatztaktik der Schleierfahndung an. Sie führen dabei verdachtsunabhängige Kontrollen im Rahmen des Zollverwaltungsgesetzes (ZollVG) durch.
In Baden-Württemberg wurde die Schleierfahndung am 1. September 1996 eingeführt und wird von Landespolizei, Autobahnpolizei und Bundespolizei durchgeführt.
In Schleswig-Holstein durfte die Schleierfahndung seit 2006 von Polizei und Mitarbeitern kommunaler Ordnungsbehörden ausgeführt werden. Die Polizei durfte hier neben der Identitätsfeststellung auch Sichtkontrollen, nicht jedoch Durchsuchungen vornehmen (§§ 180, 181 LVwG a. F.). 2017 ist die anlasslose Schleierfahndung abgeschafft worden, für konkrete Orte zeitlich befristet dem Richtervorbehalt unterstellt ist sie noch immer möglich und vorgesehen.
Bremen und Nordrhein-Westfalen haben keine Ermächtigung zur Schleierfahndung eingeführt. In Berlin ist die Schleierfahndung 2004 wieder abgeschafft worden. Befugnisse zu anlassunabhängigen Personenkontrollen bestehen danach in folgenden Bundesländern:
| Bundesland             | Rechtsgrundlage(n)                                                                         | Befugnisse                                                                                     | Voraussetzungen |
| ---------------------- | ------------------------------------------------------------------------------------------ | ---------------------------------------------------------------------------------------------- | --- |
| Baden-Württemberg      | § 27 Absatz I Nr. 7 PolG BW                                                                | Identitätsfeststellung                                                                         | - Aufenthalt an in Rechtsgrundlage bestimmtem, gefährlichem Ort - Zweckbindung der Maßnahme an Bekämpfung der grenzüberschreitenden Kriminalität |
| Bayern                 | Art. 13 Abs. I Nr. 5 PAG Art. 21 Abs. I Nr. 4 PAG Art. 22 Abs. I Nr. 4 PAG                 | Identitätsfeststellung Durchsuchung der Person Durchsuchung mitgeführter Sachen                | - Aufenthalt an in Rechtsgrundlage bestimmtem, gefährlichem Ort - Zweckbindung der Maßnahme an Bekämpfung von grenzüberschreitender Kriminalität und bestimmten Verstößen mit internationalem Bezug - nur bei Durchsuchung: Vorliegen einer erhöhten abstrakten Gefahr |
| Brandenburg            | § 11 Absatz III BbgPolG                                                                    | Identitätsfeststellung Inaugenscheinnahme mitgeführter Sachen                                  | - Aufenthalt im öffentlichen Verkehrsraum - Vorliegen bestimmter Lageerkenntnisse - Zweckbindung der Maßnahme an vorbeugenden Bekämpfung der grenzüberschreitenden Kriminalität - Anordnung der Maßnahme durch den Polizeipräsidenten oder seinen Vertreter im Amt |
| Hamburg                | § 4 Absatz II 1 PolDVG Hmb                                                                 | Identitätsfeststellung Inaugenscheinnahme mitgeführter Sachen Durchsuchung mitgeführter Sachen | Identitätsfeststellung und Inaugenscheinnahme mitgeführter Sachen: - Aufenthalt im öffentlichen Raum in einem bestimmten Gebiet, - Lageerkenntnisse auf Grund derer anzunehmen ist, dass in diesem Gebiet Straftaten von erheblicher Bedeutung begangen werden und die Maßnahme zur Verhütung der Straftaten erforderlich ist Identitätsfeststellung und Durchsuchung mitgeführter Sachen: - Aufenthalt an Orten mit Waffenverbot/-beschränkungen - Vorliegen bestimmter Lageerkenntnisse auf Grund derer anzunehmen ist, dass die Personen verbotene Waffen oder gefährliche Gegenstände mit sich führe |
| Hessen                 | § 18 Abs. II Nr. 6, HSOG § 36 Abs. II HSOG § 37 HSOG                                       | Identitätsfeststellung Durchsuchung der Person Durchsuchung mitgeführter Sachen                | - Aufenthalt an in Rechtsgrundlage bestimmtem, gefährlichem Ort - Vorliegen bestimmter Lageerkenntnisse oder Annahmen aufgrund von polizeilicher Erfahrung - Zweckbindung an vorbeugende Bekämpfung der grenzüberschreitenden Kriminalität |
| Mecklenburg-Vorpommern | § 27a SOG M-V                                                                              | Inaugenscheinnahme mitgeführter Fahrzeuge                                                      | - Aufenthalt an in Rechtsgrundlage bestimmtem, gefährlichem Ort oder im öffentlichen Verkehrsraum - Vorliegen bestimmter Lageerkenntnisse - Bei Aufenthalt in öffentlichem Verkehrsraum: Zweckbindung an vorbeugenden Bekämpfung von Straftaten von erheblicher Bedeutung, Anordnung der Maßnahme durch den Behördenleiter - Bei Aufenthalt an gefährlichem Ort: Zweckbindung an vorbeugende Bekämpfung der grenzüberschreitenden Kriminalität oder Unterbindung des unerlaubten Aufenthalts |
| Niedersachsen          | § 12 Absatz VI Nds. SOG                                                                    | Identitätsfeststellung Inaugenscheinnahme mitgeführter Sachen                                  | - Aufenthalt im öffentlichen Verkehrsraum - Vorliegen bestimmter Lageerkenntnisse - Zweckbindung der Maßnahme an Prävention von erheblichen Straftaten mit internationalem Bezug |
| Rheinland-Pfalz        | § 9a Absatz IV POG RhPf                                                                    | Identitätsfeststellung Inaugenscheinnahme mitgeführter Sachen                                  | - Aufenthalt an in Rechtsgrundlage bestimmtem, gefährlichem Ort - Vorliegen von Anhaltspunkten der Erforderlichkeit zur Bekämpfung Straftaten von erheblicher Bedeutung oder zur vorbeugenden Bekämpfung grenzüberschreitender Kriminalität oder zur Unterbindung unerlaubten Aufenthalts |
| Saarland               | § 9a Absatz I SPolG                                                                        | Identitätsfeststellung Inaugenscheinnahme mitgeführter Sachen                                  | - Aufenthalt an in Rechtsgrundlage bestimmtem, gefährlichem Ort - Zweckbindung der Maßnahme an vorbeugenden Bekämpfung von grenzüberschreitender Kriminalität |
| Sachsen                | § 15 Abs. 1 SächsPVDG                                                                      | Identitätsfeststellung Durchsuchung mitgeführter Sachen                                        | - Aufenthalt an in Rechtsgrundlage bestimmtem, gefährlichem Ort - Zweckbindung der Maßnahme an vorbeugende Bekämpfung von grenzüberschreitender Kriminalität |
| Sachsen-Anhalt         | § 14 SOG LSA, Gesetz über die öffentliche Sicherheit und Ordnung des Landes Sachsen-Anhalt | Identitätsfeststellung Inaugenscheinnahme mitgeführter Sachen                                  | - Aufenthalt an in Rechtsgrundlage bestimmtem, gefährlichem Ort - Zweckbindung der Maßnahme an vorbeugende Bekämpfung von grenzüberschreitender Kriminalität |
| Thüringen              | § 14 Absatz I Nr. 5 ThürPAG § 23 Absatz I Nr. 4 ThürPAG § 24 Absatz I Nr. 4 ThürPAG        | Identitätsfeststellung Durchsuchung der Person Durchsuchung mitgeführter Sachen                | - Aufenthalt an in Rechtsgrundlage bestimmtem, gefährlichem Ort - Zweckbindung der Maßnahme an Bekämpfung von grenzüberschreitender Kriminalität und Prävention oder Unterbindung von bestimmten Verstößen mit internationalem Bezug |

Nach Inkrafttreten des Schengener Abkommens wurden die innereuropäischen Grenzkontrollen reduziert und die Schleierfahndung verstärkt. Sie sollte ein Ausgleich für die weggefallenen Grenzkontrollen sein. Sie findet aber auch an den Außengrenzen der Schengener Vertragsstaaten statt.
Die EU-Kommission steht der Schleierfahndung ablehnend gegenüber, weil sie darin verdeckte Grenzkontrollen vermutet. Die deutschen Innenminister haben diese EU-Kritik zurückgewiesen. Anfang 2006 hat der Europäische Rat nun den vom Europäischen Parlament geschaffenen Rahmenbedingungen zur Einführung von verdachtsunabhängigen Personenkontrollen in einem Bereich von 30 Kilometern entlang der Schengenbinnengrenzen zugestimmt.
Das Bayerische Landeskriminalamt unterstreicht die Bedeutung der Schleierfahndung als „unverzichtbares Instrument im Kampf gegen Drogenschmuggler und andere Straftäter.“ Ab Juli 2015 verstärkt der Freistaat Bayern die Schleierfahndung um 500 Polizisten. Laut Innenminister Joachim Herrmann (CSU) sei das eine Konsequenz aus der großen Zahl der Aufgriffe bei den Grenzkontrollen während des G7-Gipfels auf Schloss Elmau. Herrmann sieht die Methode der Schleierfahndung als Erfolgsmodell.

## Kritik
Die verfassungsrechtliche Zulässigkeit der Schleierfahndung ist umstritten. Sie wird teilweise als verfassungswidrig angesehen, weil sie unverhältnismäßig sei und den Gleichheitssatz verletze. So würden in der polizeilichen Praxis vor allem „ausländisch“ aussehende Personen kontrolliert, was als Racial Profiling bezeichnet wird. Hierin wird von einigen eine Ungleichbehandlung aufgrund der kulturellen bzw. ethnischen Zugehörigkeit gesehen, die nach Art. 3 Abs. 3 Satz 1 GG grundsätzlich unzulässig ist. Andere, insbesondere der Bayerische Verfassungsgerichtshof, sehen das Recht aus Art. 3 Abs. 3 GG nicht beeinträchtigt. So hat der Bayerische Verfassungsgerichtshof in einer Entscheidung vom 28. März 2003 (DVBl. 13/2003, S. 861 ff) die Verfassungsmäßigkeit der Identitätsfeststellung im Rahmen der Schleierfahndung (bezüglich der bayerischen Verfassung) bestätigt. Der Verfassungsgerichtshof des Freistaates Sachsen entschied ähnlich am 10. Juli 2003. Anders dagegen urteilte das Landesverfassungsgericht Mecklenburg-Vorpommern (Az. LVerfG 2/98).
Problematisch ist auch die verdachtsunabhängige Durchsuchung der Person und/oder mitgeführter Sachen im Rahmen der Schleierfahndung, da es sich hierbei im Vergleich zur Identitätsfeststellung um den ungleich schwereren Grundrechtseingriff handelt. Die in Bayern ausdrücklich in Art. 22 Abs. I Nr. 4 PAG in Verbindung mit Art. 13 Abs. I Nr. 5 PAG gestattete verdachtsunabhängige Durchsuchung mitgeführter Sachen wurde daher vom Bayerischen Verfassungsgerichtshof im Urteil vom 7. Februar 2006 (Az. Vf. 69-VI-04) zumindest teilweise eingeschränkt. Die verfassungskonforme Auslegung gebiete das Vorliegen einer „erhöhten abstrakten Gefahr“ und das Hineinlesen der Zweckbindung an die in Art. 13 Abs. 1 Nr. 5 PAG genannten Gefahren als ungeschriebene Tatbestandsmerkmale.
Neben der bundes- bzw. landesverfassungsrechtlichen Zulässigkeit der Schleierfahndung steht auch die Vereinbarkeit mit Europarecht in Frage. Der Europäische Gerichtshof hat dazu am 22. Juni 2010 (Az. C‑188/10 bzw. C‑189/10) festgestellt, dass der Schengener Grenzkodex nationalen Regelungen entgegensteht, welche gestatten, „die Identität jeder Person unabhängig von deren Verhalten und vom Vorliegen besonderer Umstände, aus denen sich die Gefahr einer Beeinträchtigung der öffentlichen Ordnung ergibt, zu kontrollieren, […] ohne dass diese Regelung den erforderlichen Rahmen für diese Befugnis vorgibt, der gewährleistet, dass die tatsächliche Ausübung der Befugnis nicht die gleiche Wirkung wie Grenzübertrittskontrollen haben kann“. Am 22. Oktober 2015 hat das Verwaltungsgericht Stuttgart entschieden, dass § 23 Abs. 1 Nr. 3 des Bundespolizeigesetzes diesen Anforderungen nicht genügt und die Bundespolizei damit grundsätzlich nicht berechtigt ist, im Grenzgebiet zu einem anderen Schengen-Staat verdachtsunabhängige Identitätsfeststellungen auf der Grundlage dieser Norm vorzunehmen (Az. 1 K 5060/13).